# Engenharia industrial

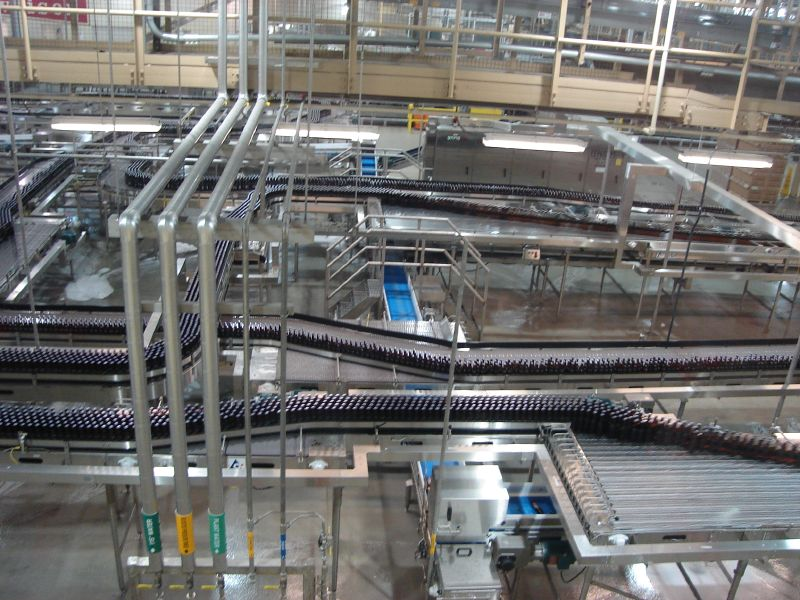
Linha de produção de cerveja.

A Engenharia industrial ocupa-se do projeto, melhoria e instalação de sistemas integrados de pessoas, materiais, informação, equipamentos e energia. Baseia-se em conhecimentos e técnicas especializadas das ciências matemáticas, físicas e sociais, juntamente com os princípios e métodos de análise e projeto de engenharia, para especificar, predizer e avaliar os resultados a serem obtidos por esses sistemas.
A Engenharia industrial é também definida, de uma forma mais abreviada, como sendo a especialidade de engenharia que se ocupa da criação e gestão de sistemas que integram pessoas, materiais e energia de uma forma produtiva ou, simplesmente, que se ocupa da produção eficiente, com o projecto dos métodos e não dos equipamentos. Mais recentemente, a engenharia industrial foi definida como o planeamento, projecto, implementação e melhoria de sistemas consistindo numa rede de processos através dos quais fluem objectos que sofrem transformações. Estas actividades são levadas a cabo para o benefício a longo prazo da empresa ou organização.
À medida que as empresa de serviços usam, cada vez mais, a tecnologia como parte de uma estratégia competitiva, contratam, cada vez mais, pessoal com uma orientação técnica. As empresa de serviços aperceberam-se que a utilização inteligente da tecnologia pode ajudá-las a reduzir custos de operação. A mesma ideia aplica-se à informação; é uma arma competitiva. A engenharia industrial é a especialidade que utiliza a tecnologia para dar um enquadramento a melhores decisões de gestão.

## História

### Portugal
O regulamento da Associação dos Engenheiros Civis Portugueses, elaborados em 1869, tal como os Estatutos, determinava que a associação se dividia em classes. Pertenceriam à classe das indústrias os sócios que mais particularmente se ocupassem dos assuntos relativos às indústrias agrícola e fabril, às artes químicas, à engenharia mecânica e industrial. Em 1898, a classe da engenharia industrial, máquinas e electricidade, formada na sequência de modificações estatutárias, apresenta ao presidente da Associação dos Engenheiros Civis Portugueses, um documento em que se faz o ponto da situação das relações existentes entre a classe e a indústria nacional, focando três aspectos fundamentais:
- as exigências de formação de pessoal técnico superior capaz de responder às necessidades de uma indústria cada vez mais dependente de um saber teórico-prático especializado;
- as potencialidades do sector industrial na perspectiva de mercado de trabalho aberto aos novos formados em engenharia;
- as reformas necessárias, em termos da estrutura de ensino, para adequar os conteúdos didáticos dos diversos cursos às expectativas do meio industrial.

Subjacentes a toda a exposição estão dois elementos cruciais: a formação de engenheiros industriais e a definição de um espaço de trabalho para esta área. O carácter inovador da área da engenharia industrial, no nosso país, é acentuado na introdução:
«(...) o ramo da engenharia industrial (...) [é] (...) um campo novo, pouco explorado entre nós e de largos horizontes talvez. Realmente, os acentuados progressos da indústria fabril em Portugal, demonstrados pelas estatísticas, revelados com a evidência dos números nas cifras das importações decrescentes dos produtos manufacturados, crescentes das matérias primas e das exportações (...), põem, também, em evidência, que se vai abrindo uma via nova para a actividade e ciência dos nossos engenheiros, que poderão adoptar o ramo industrial, ligando os seus nomes ao desenvolvimento do trabalho fabril e contribuindo directamente para a riqueza do país.»
O corpo de engenharia industrial é criado em 1916, pelo Decreto n.º 2354, de 21 de Abril, reconhecendo, no plano institucional, o papel da engenharia na indústria. A Associação dos Engenheiros Civis Portugueses extinguiu-se, em 1937, para dar lugar à Ordem dos Engenheiros que, ainda hoje, não reconhece a especialidade de engenharia industrial, tendo os licenciados desses cursos de se inscrever noutras especialidades.
O Serviço de Produtividade, do antigo Instituto Nacional de Investigação Industrial (INII), foi, também, precursor da engenharia industrial em Portugal. A esse serviço, às muitas publicações que editou, e trabalhos que foram realizados, estão associados nomes conhecidos como Pereira Júnior, Corrêa Gago, Torres Campos, Pereira Magro, e Cardoso dos Santos, entre muitos outros. O INII foi extinto, na sequência da sua integração no, então, Laboratório Nacional de Engenharia e Tecnologia Industrial (LNETI), depois Instituto Nacional de Engenharia, Tecnologia e Inovação (INETI), cuja extinção foi anunciada em Junho de 2006. O Serviço de Produtividade do INII não teve continuidade no LNETI, e as pessoas, entretanto, dispersaram-se por outras instituições e carreiras. Perdeu-se um órgão de âmbito nacional, polarizador da problemática da engenharia industrial, e perdeu-se, também, praticamente, o resultado do muito trabalho pioneiro, desenvolvido por aqueles que integravam aquele serviço. E perdeu-se, sobretudo, continuidade.
Os primeiros licenciados pelas universidades portuguesas concluíram os seus cursos (em engenharia de produção) na Universidade do Minho em 1980. Seguiram-se os licenciados (em engenharia de produção industrial) pela Faculdade de Ciências e Tecnologia da Universidade Nova de Lisboa, a partir de 1982 A Faculdade de Ciências e Tecnologia da Universidade Nova de Lisboa foi a primeira a oferecer o mestrado em engenharia industrial, sob proposta de Virgílio A. P. Machado. Esse grau foi conferido, pela primeira vez em Portugal, no ano lectivo de 1995/1996.
Em 1995 foi constituído o Instituto Português de Engenharia Industrial - IPEI, uma associação sem fins lucrativos, com a finalidade de promover o bem estar da comunidade através dos recursos e capacidades criativas da engenharia industrial e promover a arte e ciência da engenharia industrial para o benefício da comunidade em geral. No âmbito das actividades do IPEI, em 1998, foram criados o Portugal Chapter e o Universidade Nova de Lisboa Chapter. Virgílio A. P. Machado e mais oito colegas foram os fundadores do IPEI. Liderou também os oito organizadores do Portugal Chapter e foi o primeiro Faculty Advisor do Universidade Nova de Lisboa Chapter do Institute of Industrial Engineers (IIE).
Sob a presidência de Virgílio A. P. Machado, o Portugal Chapter foi galardoado com um Bronze Award (1999) e dois Silver Awards (2000 e 2001) pelo IIE. Em 2002, Paulo J. M . Ferreira recebeu do IIE um Gold Award, como presidente do Portugal Chapter, assim como um Bronze Award, em 2003.

### Brasil
No Brasil, a engenharia industrial desenvolveu-se com o nome de engenharia de produção.

## O que faz um engenheiro industrial
Um engenheiro industrial pode ter a designação de gestor de instalações, gestor de operações, gestor de materiais, gestor de qualidade total  ou centenas de outros nomes. Qualquer que seja o nome, qualquer que seja a indústria - manufactura, retalho, saúde, transportes, banca, distribuição, governo, defesa - qualquer que seja o produto ou serviço - equipamento de computação e suportes lógicos, equipamento de identificação automática ou de movimentação de materiais, formação - a função é sempre a mesma - melhoria da produtividade pelo projeto, instalação e manutenção de sistemas integrados de pessoas, materiais, informação, equipamentos e energia.
Contrariamente ao que muitas vezes se pensa, o engenheiro industrial não precisa de se tornar um perito nos vários ambientes institucionais em que pode trabalhar de modo a que a sua acção seja efectiva e fecunda. Especificamente, para trabalhar na indústria têxtil ou na assistência médica-hospitalar, não precisa de ser técnico têxtil ou médico. Ele deve, contudo, conhecer completamente o sistema que está a analisar.
Mais do que desempenhar uma função, o engenheiro industrial é o agente de uma mudança cultural da empresa que toma consciência de que a sua competitividade passa pelo constante questionamento da racionalidade dos seus circuitos e processos, sejam eles departamentais, interdepartamentais, ou externos (a montante ou a jusante). É um colaborador que a empresa tem ao seu serviço, que transforma as oportunidades - que ela própria identifica, através de todos os seus elementos - em acções, através da coordenação e sistematização de soluções, cuja sinergia não se conseguiria de outro modo. O engenheiro industrial é um instrumento indispensável para que as decisões de gestão sejam reflectidas na empresa de forma integrada.
O engenheiro industrial sabe que há uma capacidade que é tão importante como a competência técnica: a capacidade de lidar com as pessoas. Só aqueles com a capacidade de motivarem e gerirem pessoas têm as melhores oportunidades para chegarem ao topo das suas carreiras. O engenheiro industrial bem sucedido sabe o que os clientes compram, e porque querem o que compram. O engenheiro industrial sabe ver um produto desde a concepção até ao cliente. Ele sabe, também, que não é o que ele sabe sobre uma das competências mais valorizadas pelos empregadores, mas o que ele sabe sobre todos elas que lhe dará o melhor emprego.
Na indústria, produtividade sem qualidade é uma má utilização de recursos. Qualidade sem produtividade é uma má utilização do tempo. Quando as duas são juntas, tanto na produção de bens, como no sector de serviços, tem-se a chave para o sucesso num mercado global competitivo. As pessoas que trabalham para integrar estes factores são os engenheiros industriais, que se preocupam em ajudar a sociedade através de esforços efectivos de melhoria de produtividade e qualidade.
Para os profissionais do marketing e das finanças, o trabalho do engenheiro industrial pode parecer um castigo, mas estes podem chegar a casa ao fim do dia e dizer: «Nós fizemos umas coisas hoje». A produção de riqueza é conseguida no sector industrial e não no sector financeiro. Não se pode ter uma economia de serviços sem uma base industrial. É preciso produzir bens para gerar o dinheiro que vai ser gasto em serviços. Todos os engenheiros industriais de um país não chegam para salvar a indústria desse país, mas, pelo menos, cada um deles pode fazer a sua quota parte para que isso seja possível.
Enquanto o engenheiro industrial está principalmente ocupado com problemas encontrados em situações da indústria, as técnicas da sua profissão são de natureza tão geral que podem ser empregues em qualquer situação em que pessoas, máquinas e as forças económicas tenham de ser juntas. Os engenheiros industriais estão a ter lugar a uma velocidade crescente no mundo da finança, administração hospitalar, administração de projectos científicos em larga escala e em programas sociais do governo. Não há nenhuma actividade comercial ou industrial que não tenha ou não possa beneficiar dos serviços de um engenheiro industrial.

## Qualidades para o exercício da profissão
Os engenheiros industriais necessitam ter inteligência, iniciativa e perseverança acima da média. Devem ter conhecimentos matemáticos e científicos e uma curiosidade viva em relação a «como» e «porquê» as coisas funcionam. Devem ser imaginativos, ainda que solucionadores sistemáticos de problemas.
Bom como com objetos. Os engenheiros industriais devem tratar com medições, fórmulas, estatísticas e gráficos e ao mesmo tempo ter em mente as pessoas que levarão a cabo o processo de produção resultante. Muitas decisões que envolvem tanto pessoas como dinheiro são complexas e difíceis; tais decisões requerem um carácter forte.

## Mercado de trabalho
O papel fundamental deste engenheiro é hoje reconhecido por muitas empresas, o que em termos de mercado de trabalho é favorável. O engenheiro industrial começa, geralmente, por trabalhar numa das áreas da sua especialidade, mas como tudo está interligado, à medida que vai começando a adquirir mais conhecimentos, pode evoluir para cargos de direcção. Os engenheiros industriais têm, geralmente, uma vocação especial para a gestão das empresas, pois conhecem e compreendem bem as necessidades da produção.
Não são conhecidas grandes dificuldades na colocação dos licenciados em engenharia industrial. Alguns alunos encontram ocupação profissional antes de completarem o curso, nalguns casos durante o quarto ano de escolaridade ou mesmo antes. A procura de licenciados tem sido, ao longo de vários anos, superior à oferta, não se dispondo de licenciados disponíveis para responder às ofertas de emprego que são feitas diretamente à universidade pelas empresas. Atualmente, os empregadores continuam a absorver positivamente os recém-licenciados. A profissão pode ser bem paga, dependendo da empresa para que se trabalha, e tem sido classificada, sucessivamente, como tendo níveis de remuneração muito bons.
Num mercado altamente concorrencial, a viabilidade das empresas passa pela sua competitividade. Esta depende de sistemas de gestão industrial racionais e flexíveis, que garantam os níveis de qualidade exigidos. É exactamente este o papel de engenheiro industrial. Ele é, portanto, uma peça fundamental, em qualquer organização que pretenda vingar no mercado. Os potenciais empregadores têm-se vindo a consciencializar da importância do engenheiro industrial. As perspectivas de futuro são, por isso, favoráveis.

## Ensino e investigação
A engenharia industrial tem uma implantação incipente na União Europeia. Em Espanha a designaçãoingeniería industrial é utilizada para englobar todas especialidades de engenharia que tenham alguma coisa a ver com a indústria, desde a Civil, até à Mecânica, e incluindo a Química e a Electrotecnia. A denominação utilizada é a de ingeniería de organización industrial. Em França existe, desde 1983, uma Associação de Engenharia Industrial, constituída depois da realização de um colóquio realizado em 1981. A associação organizou o primeiro congresso internacional em 1986 e um segundo em 1988. O 6ème Congrès International de Génie Industriel teve lugar em Besançon, França, em 2005 e o 7ème Congrès International de Génie Industriel realizou-se, em alternância, em Trois-Rivières, Canadá, em 2007. Actualmente, existe um Club des Enseignants et Chercheurs en Génie Industriel.
Na Bélgica existe, pelo menos, um Departamento de Engenharia Industrial na Universidade de Ghent, e na Holanda na Universidade de Tecnologia de Eindhoven. Na Alemanha existe o Instituto Fraunhofer de Engenharia Industrial em Estugarda, instituição que se dedica à investigação aplicada, em estreita relação com a indústria, portanto, e dirigido por um professor de engenharia industrial da Universidade de Estugarda. No caso do Reino Unido várias universidades oferecem, há vários anos, cursos em engenharia de produção, e os profissionais desta especialidade organizaram a sua Instituição dos Engenheiros de Produção, no seguimento de uma reunião realizada em 1921. Hoje, fazem parte da Instituição de Engenharia e Tecnologia. A designação engenharia industrial é praticamente inexistente.
Se não existem cursos de engenharia industrial na Europa, ou poucos, ou há pouco tempo, como em Portugal, quem faz, e quem tem feito, o trabalho dos engenheiros industriais? Tal como em Portugal, os engenheiros das outras especialidades à custa de formação obtida no exercício da profissão, algumas vezes também chamada de experiência. A importância deste facto é que, por razões que facilmente se compreendem, a maioria das empresas continua a recrutar, e a anunciar oportunidades de emprego, para engenheiros de outras especialidades desempenharem funções de engenheiros industriais. Por isso, sempre que as funções anunciadas para um lugar de engenheiro correspondam a uma actividade de engenharia industrial, se se candidatarem a esse emprego, há uma grande probabilidade de serem preferidos, porque as suas qualificações para o lugar são as melhores e desempenharão as suas tarefas com maior competência. É essa a experiência dos licenciados em engenharia industrial em Portugal, e é essa, portanto, e também, a sua experiência na Europa.

### Portugal

#### Cursos acreditados pela Ordem dos Engenheiros
- Engenharia e Gestão Industrial, ISEC (Instituto Superior Engenharia de Coimbra)
- Engenharia e Gestão Industrial, FCTUC (Faculdade de ciências e tecnologias - Universidade de Coimbra)
- Engenharia e Gestão Industrial, Universidade de Aveiro
- Engenharia e Gestão Industrial, Universidade Lusíada de Vila Nova de Famalicão
- Engenharia e Gestão Industrial, Universidade do Minho
- Engenharia e Gestão Industrial, Universidade Nova de Lisboa (Faculdade de Ciências e Tecnologia)
- Engenharia e Gestão Industrial, Universidade Técnica de Lisboa (Instituto Superior Técnico)
- Engenharia Industrial, Universidade Católica Portuguesa (Pólo da Figueira da Foz)
- Gestão e Engenharia Industrial, Universidade do Porto (Faculdade de Engenharia)
- Engenharia e Gestão Industrial, ESEIG (Escola Superior de Estudos Industriais e Gestão)
- Engenharia Industrial, [UFPA] [Universidade Federal do Pará]

#### Centros de investigação
- Centro de Engenharia de Sistemas de Produção (CESP)
- Centro Interdisciplinar em Tecnologias da Produção e Energia (CITEPE)
- Instituto de Engenharia Mecânica e Gestão Industrial (INEGI)
- Instituto de Engenharia de Sistemas e Computadores (INESC)
- Instituto de Sistemas de Robótica (ISR)
- Unidade de Investigação e Desenvolvimento em Engenharia Mecânica e Industrial (UNIDEMI)

## Disciplinas de engenharia industrial
Análise de custos, Embalagem, Engenharia económica, Ergonomia, Estudo do trabalho, Fiabilidade e Manutenção, Gestão de armazéns, Gestão de clientes, Gestão de desperdícios e rejeitados, Gestão de devoluções, Gestão de existências, Gestão de instalações, Gestão de projectos, Gestão de recursos humanos, Gestão de sobressalentes, Gestão do aprovisionamento, Higiene e segurança ocupacional, Investigação operacional, Localização, Logística inversa, Logística, Melhoria do produto, Metrologia, Modelos económicos de decisão, Movimentação de materiais, Normalização, Planeamento e projecto de instalações, Processos de produção, Processos estocásticos, Qualidade, Sistemas de distribuição, Sistemas de informação, Sistemas de produção, Técnicas de previsão, Teoria das organizações.